# Aleksander Aleksandrovič Aljehin
Aleksander Aleksandrovič Aljehin (rusko Алекса́ндр Алекса́ндрович Але́хин), ruski šahist, * 31. oktober 1892, Moskva, Ruski imperij (sedaj Rusija), † 24. marec 1946, Estoril, Portugalska.
Aljehin, šahovski velemojster, je bil eden največjih svetovnih šahovskih prvakov in največji šahovski zagrizenec. Najbolj znan je bil po svojih bliskovitih, natančno in globoko izračunanih napadih, katere je Gari Kasparov opisal: »Prišli so nenapovedano, kot strela iz jasnega«.. To mu očitno priznava tudi sam »Grom«, ki je leta 1999 udaril v njegov grob, na katerem sta napačno navedena tako datum rojstva kot tudi smrti, in ga uničil !? Bil je tudi svetovni prvak v igri na slepo. Leta 1925 je v Parizu odigral slepo simultanko na 28 šahovnicah. Igral je 13 ur, zmagal 22 iger, 3 remiziral in 3 izgubil. Po odigrani simultanki je na mizi bojda pozabil denarnico.

## Od rojstva do šahovskega velemojstra
Rodil se je v bogati aristokratski družini. Njegov oče, prav tako Aleksander, je bil veleposestnik in član Dume, njegova mati Anisija Ivanova, ki ga je leta 1903 skupaj z bratom (ravno tako odličnim šahistom Aleksejem Aleksandrovičem) naučila igranja šaha, je bila hči bogatega industrialca.
Njegov prvi šahovski dosežek je bil, ko je leta 1909 sedemnajstleten zmagal na šahovskem turnirju v Sankt-Peterburgu z rezultatom 12 zmag, 2 remija in 2 poraza. S tem rezultatom je pridobil naslov šahovskega mojstra. Turnir se je odvijal vzporedno z mednarodnim profesionalnim turnirjem, kjer sta igrala Emanuel Lasker in Akiba Rubinstein. Kasneje istega leta je Ameriko šokiral 24 letni Kubanec José Raúl Capablanca, ki je premagal takratnega ameriškega prvaka Franka Marshalla. Življenjski poti Aljehina in Capablance sta se zaradi tega dogodka naglo bližali.
Leta 1914 po odigranem turnirju v Sankt-Peterburgu sta bila Aljehin in Capablanca med prvimi, ki sta pridobila naslov šahovskega velemojstra.
Aljehin je v svojem življenju postal kozmopolit, živel je v mnogih državah in govoril rusko, francosko, angleško in nemško.

## Po zaporu do izobrazbe
Med rusko revolucijo leta 1919 so ga osumili vohunstva. Zaprli so ga v mestu Odesa, kasneje pa so ga oprostili. Leta 1921 se je preselil v Francijo, kjer je štiri leta kasneje dobil tudi državljanstvo. Vpisal se je na pariško univerzo Sorbonne, kjer je doštudiral pravo, vendar - kot je znano - teze o kitajskem zapornem sistemu ni zagovarjal. Preostanek življenja so ga naslavljali z dr. Aljehin.

## Šahovska krona
Leta 1927 je v dvoboju prepričljivo premagal Capablanco in tako osvojil naslov svetovnega šahovskega prvaka. To velja za največji šahovski dogodek 20. stoletja. Capablanco je ta poraz močno prizadel in je napisal na to temo kar nekaj podcenjevalnih člankov, kjer je dokaj neupravičeno tolmačil razloge za svoj poraz. Prišlo je celo tako daleč, da z Aljehinom nista več niti govorila. Capablanca je svojim navijačem obljubljal svojo vrnitev naslova svetovnega prvaka, vendar do tega nikoli ni prišlo.
Svetovni prvak Aljehin je svojim izzivalcem narekoval pogoje v okviru londonskega sporazuma, ki ga je sestavil sam Capablanca, v katerem je bila tudi klavzula, ki je obvezovala izzivalca donacije 10.000 dolarjev nagradnega sklada za dvoboj, kar je kot bumerang zadelo samega Capablanco, ki mu te vsote ob svetovni gospodarski krizi leta 1929 ni uspelo zbrati. Aljehin je bil do Capablance nepopustljiv in je zahteval dosledno spoštovanje londonskega sporazuma, medtem, ko je bil do ostalih izzivalcev bolj popustljiv.

## Prvo razočaranje
Po osvojitvi najvišjega šahovskega naslova je Aljehin odpotoval na turnejo v Čile, od koder se je vrnil v Evropo, kjer so ga zmagoslavno pričakali v Barceloni. Tam so ga nekaj časa s proslavljanjem zadržali. Svoje prvo razočaranje je doživel, ko se je iz Barcelone vrnil v svoje tedanje domovanje v Parizu, kjer ga šahovsko nezainteresirani Francozi niso svečano pričakali.
Na njegovo kasnejšo škodo pa so ga pričakali v klubu ruskega izseljenstva, kjer so priredili svečano pogostitev v čast Aljehinove zmage nad Capablanco. Po tej slavnostni pogostitvi je izšel v pariških časopisih navedek Aljehinovega govora, kjer so navedli, da je Aljehin rekel, da so bili po tem dvoboju zrušeni mnogi miti. On naj bi porušil mit o nepremagljivosti boljševikov. Sam je kasneje večkrat trdil, da tega nikoli ni izjavil, vendar je imela pisana beseda hude posledice. V Rusiji so to izjavo ogorčeno obsodili in ga razglasili za sovražnika domovine. Odpovedal pa se ga je tudi brat Aleksej in z njim prekinil vse stike.

## Aljehinova zlata doba
Kljub temu pa je Aljehin mirno užival slavo in sadove zmage. Svet nikakor ni uspel najti izzivalca, ki bi bil sposoben ogroziti Aljehinov šahovski prestol. Capablanco je medtem z rezultati prehitel njegov največji tekmec Efim Bogoljubov in nato še Aron Nimzowitsch. Vse to je odgovarjalo Aljehinu, ki je dal prednost Bogoljubovu, s katerim sta leta 1929 odigrala dvoboj, kjer je Aljehin z rezultatom +11 -5 =9 pričakovano gladko zmagal.
Aljehinova zlata doba se je odvijala naslednjih pet let, kjer je nastopil na desetih vrhunskih velemojstrskih turnirjih, kjer je povsod osvojil prvo mesto, razen leta 1934 v Hastingsu, kjer je delil 2-3 mesto. V tem obdobju je Aljehin ostale nadvladal po rezultatih in igri do te mere, da so mnogi dvomili v pristnost rezultatov. Leta 1930 je v San Remu zmagal s prednostjo 3,5 točke pred svojim največjim tekmecem Nimzowitschem. Od 15. iger je dosegel 13 zmag in samo 2 remija! Naslednjega leta 1931 je na Bledu ob izredno močnih svetovnih tekmecih dosegel turnirski rekord, ki ga do danes ni dosegel še nihče. Tudi tokrat je bil prvi, s tem, da je drugi Bogoljubov za njim zaostajal za 5,5 točk !! Od 26 odigranih partij je 15 dobil in 11 remiziral. Nimzowitsch je takrat izjavil, da se Aljehin z najboljšimi šahisti sveta poigrava kot z začetniki. Zaradi takšne Aljehinove nadvlade naslednjih nekaj let sploh ni bilo resne razprave o izzivalcu svetovnega prvaka.
V dolgem nizu prvih mest na svetovnih šahovskih turnirjih mu je kot rečeno prvič spodletelo leta 1934 v Hastingsu, kjer je moral prepustiti prvo mesto Maxu Euweu. Nemudoma so se razširile govorice, da Aljehin ni več nepremagljiv. Vendar je še istega leta na velemojsterskem turnirju v Zürichu, kjer se je zbrala vsa šahovska izbrana družba z novo generacijo šahistov vred, dokazal, da je še vedno najboljši.

## Ponovni boj za naslov
V tem letu je Aljehin pristal na ponovni dvoboj za šahovsko krono z Bogoljubovom, kar pa je večina sprejela z neodobravanjem in kritiko. Pričakovali so namreč dvoboj z Botvinikom ali Flohrom. Dvoboj je financirala Nemčija in jasno so to takoj izkoristili za politično propagando takrat že razvitega nacizma. Nemci so to reklamirali kot boj med Francijo in Nemčijo, ker je imel Aljehin francosko državljanstvo in Bogoljubov nemško. Tako je ironično izpadlo, da se dva Rusa borita za Francijo in Nemčijo.
Aljehin je prepričljivo zmagal z 8. zmagami, 3. porazi in 15 remiji. Sam Aljehin o tem duelu ni imel visokega mnenja, menil je, da je sam mnogo močnejši nasprotnik in da je bilo igranje odveč. Euwe je izjavil, da bi sam premagal oba, če bi tako igrala proti njemu. Max Euwe je bil nato njegov naslednji izzivalec.

## V tretje gre rado
Aljehinova osebnost je bila izrazito umetniška. Šah je igral z ljubeznijo, zato nam ni zapustil niti ene slabe partije, medtem ko je večina vrhunskih. Tak pristop zahteva celega človeka. Ni ga zanimal denar, prijatelji, niti družina. Dvajset let je z odrekanjem vsemu drugemu zagrizeno delal na tem, da postane svetovni šahovski prvak, kar si je začrtal že v rani mladosti. Želel je postati najboljši in neponovljiv šahovski kralj, kar mu je nedvomno uspelo. Edino, kar je v življenju potreboval, je bil šahovski motiv. Aljehin s šahom nikoli ni obogatel - zaslužil je relativno veliko, vendar mu je zaradi njegovega načina življenja in gospodarske krize od vsega ostalo le malo. Francozi za šah niso pokazali velikega zanimanja. V Rusiji je bil sicer šahovski junak, vendar za državo kot rečeno sovražnik. Mučilo ga je domotožje in vse bolj se je predajal alkoholu. Izziv Maxa Euwea je prišel v času njegove največje osebne krize, vendar Aljehin šahu nikoli ni rekel ne in izpadlo je tudi, da je izzivalca podcenjeval.
Euwe je bil odlično teoretično podkovan in pomagala mu je cela vrsta nizozemskih in tujih velemojstrov. Aljehin je dvoboj začel v velikem slogu. Po prvih sedmih partijah je vodil že s 5:2 in videti je bilo, da si je Euwe zadal pretežko nalogo. Aljehin pa je vse bolj pil. Dogodek je postajal vse bolj tragikomičen. Aljehin je ob svoji siamski mački, ki jo je prinašal na dvoboj mrtvo pijan padal s stola! Po 29. partijah je Euwe vodil z 9:8 in 12 remijev. Rešila bi ga edino zmaga v zadnji partiji. Euwe mu je pred začetkom zadnje partije rekel: »Dr. Aljehin, na remi pristanem kadarkoli.« Remizirala sta v postavitvi, ki je bila na robu šampionovega poraza.
Aljehin je poraz sprejel s plemiško dostojanstvenostjo. Novemu svetovnemu prvaku je v fraku čestital in pozdravil vse nizozemske šahiste.

## Ponovno na začetku
V časopisih se je vsul plaz jedko posmehljivega pisanja, kjer so novinarji z zlohotnim užitkom pisali o Aljehinovem pijančevanju, njegovem osebnem astrologu, o mački, skratka o vsem, česar si vsa prejšnja leta niso drznili pisati. V zanj najtežjem trenutku se je ves svet obrnil proti njemu in užival v njegovem propadu. Edini, ki ga je podpiral in verjel vanj je bil Emanuel Lasker, ki je trdil, da je Aljehin še vedno najboljši šahist na svetu, in da to lahko tudi dokaže, vendar pod pogojem, da spremeni svoj slog življenja. Vsi njegovi sovražniki pa so spregledali eno stvar - motiv, ki je bil sedaj zanj močnejši kot kadar koli prej. Stvari je moral postaviti nazaj na svoje mesto.
Aljehin se je kot človek popolnoma spremenil. Zaživel je zdravo življenje, prenehal je piti in kaditi, ter se začel ukvarjati s športom, najpogosteje z namiznim tenisom. Takoj za porazom se je začel pripravljati na ponovni dvoboj, ki je Euwea po pogodbi zavezoval.
V času med ponovnim spopadom z Euweom je igral na nekaterih turnirjih in olimpijadi leta 1935, vendar so bile njegove igre blede in nezanesljive, daleč od sijajnih iger njegove preteklosti. Najslabše se je odrezal v Nottinghamu, kjer je zasedel zanj skromno 6. mesto, kar pa ga je najbolj prizadelo, da ga je tam premagal Capablanca, ki je delil prvo mesto z Botvinikom. Mnogi so takrat menili, da Aljehin na ta način taktizira in hrani novosti za dvoboj z Euweom, vendar njegove takratne mlačne igre tej tezi nasprotujejo.

## Aljehin se vrača
Leta 1937 je prišlo do ponovnega spopada med Euweom in Aljehinom. Odlično pripravljen in samozavesten Euwe s svojim štabom velemojstrskih pomočnikov, ki so ga sestavljali Ernst Gruenfeld, Salomon Flohr, Hans Kmoch in Reuben Fine je pristal na dvoboj celo prej, kot ga je zavezovala pogodba, ker je bil, kot je kasneje izjavil, prepričan v svojo zmago. Sedaj na drugi strani dotolčen, vendar spremenjen Aljehin s svojim skromnim sekundantom, mednarodnim mojstrom Erichom Eliskasesom novinarjem ni dajal vtisa, da bi lahko ogrozil naslov Euwea.
Prvo igro je dobil Euwe, kar je novinarjem zopet raztegnilo posmehljiv nasmeh, vendar jih je presenetila mirnost v izjavi, dani po odigrani partiji. Po peti igri je bil rezultat še vedno v prid Euweu, kar je samo še podžigalo njihov novinarski napuh, vendar so mu morali priznati izvirne novosti, ki jih je uveljavljal v vsaki igri. Prvi šok se je zgodil v šesti igri, ko je Aljehin kot beli v šesti potezi žrtvoval kar celo figuro in to v otvoritvi, za katero je Euwe veljal kot največji strokovnjak. Novinarji so obnemeli. Euwe je izgubil v nezaslišanih 23. potezah! Tak poraz ga je popolnoma vrgel iz ravnotežja. V naslednjih petih partijah je Euweu uspelo doseči samo en remi, šele v 17. partiji je Euwe zmanjšal vodstvo Aljehina za točko, vendar je v vseh naslednjih partijah dobil samo še en remi. Po 25. partijah je bilo dvoboja konec. Aljehin je zbral potrebnih 15,5 točk.
Aljehin je Euwea popolnoma nadigral. Njegovim novostim v otvoritvah tudi z vsemi svojimi pomočniki Euwe ni bil kos. V središčnicah in končnicah pa je tako ali tako vedno veljal za genija. Tokrat ni bilo konfetov in zmagoslavnih vzklikov svetovnemu prvaku, vendar tudi pisanja o bledežih, mačku in bolezni ne. Novinarji so službeno prišli po uradno izjavo svetovnega prvaka, kjer jih je pričakal Aljehin in tistim, ki so mu grenili življenje, z maščevalnim nasmehom vrnil: »Zgodilo se ni nič posebnega, prišel sem samo po naslov, ki sem ga za dve leti posodil vašemu Euweu.« Edini, ki so se resnično veselili njegovega dosežka, so bili borci proti alkoholu, ki so ga nagradili s paketom mlečnih izdelkov …

## Svetovna vojna
V naslednjih letih je zopet uspešno nastopal na raznih svetovnih turnirjih (Montevideo, Plymouth, AVRO, Caracas, …, kjer je zasedal prva ali visoka mesta, vendar se je že šestinštiridesetleten pričel pritoževati nad starostjo. Na naslednji šahovski olimpijadi v Buenos Airesu leta 1939 je dosegel odličen rezultat 12,5 točk od 16. možnih na prvi plošči. Med olimpijado se je začela druga svetovna vojna. Takrat je v Južni Ameriki ostalo mnogo velemojstrov, kar je zelo pripomoglo k razmahu šaha v tem delu sveta. Aljehin se je vrnil v Evropo. Prispel je v Portugalsko z namenom, da se vrne v Francijo, katere državljan je bil, kjer bi se priključil francoski vojski. Imel je namreč čin poročnika francoske vojske. Zaradi zdravstvenih razlogov so ga oprostili vojske, vendar je v francoski vojski služil kot prostovoljec. Po zasedbi Francije so ga Nemci zajeli, a so ga v Parizu osvobodili.
Zaprosil je za dovolilnico, ki bi mu omogočila potovanje na Portugalsko, od koder bi lahko potoval naprej na področja, kjer pač ni bilo vojne. Dovolilnico so mu po enem letu odobrili, vendar pod pogojem, da napiše nekaj člankov za nemški šahovski tisk. Na to je seveda pristal. Po njegovem odhodu sta se pojavila v tisku dva članka z nacistično in protižidovsko vsebino in njegovim podpisom. Vsebina sicer ni bila v skladu z njegovimi življenjskimi nazori, vendar mu tega do konca življenja ni uspelo dokazati in je zato do smrti veljal za nacističnega sodelavca.

## Razvalina
Njegov položaj je postajal vse slabši. Njegova tretja, mnogo starejša in bogata žena Grace Wishar, sicer ameriška državljanka, je ostala v Parizu z namenom, da bi prodala njune nepremičnine. S slabšanjem odnosov med ZDA in Nemčijo pa ji je začela groziti celo aretacija. Aljehin je za pomoč zaprosil predsednika nemške šahovske zveze, ki mu je pomoč obljubil pod pogojem, da igra v Münchnu, kjer naj bi igrali vsi velemojstri poražene Evrope z njim na čelu. Po njegovem naivnem sodelovanju na turnirju so mu z ženo vred enostavno prepovedali prehod meje in mu ukazali nastanitev v Pragi. Poleg vsega je leta 1943 zbolel za škrlatinko, ki jo je v bolnici prebolel, vendar je bil po tej bolezni samo še telesna razvalina.

## Kruhoborba
Do začetka leta 1944 je moral zaradi golega preživetja igrati na vseh turnirjih, ki so jih organizirali Nemci. Na začetku so ga izkoriščali za svojo propagando, vendar jim je Rus začel kmalu presedati, ker je bil vedno prvi in je tako metal senco na nemške »jeklene orle«.
Leta 1944 so mu končno izdali dovolilnico za igranje na turnirju v Španiji, kjer je tudi zmagal. Španci so se trudili pri organiziranju turnirjev in simultank, na katerih je v glavnem zmagoval, da si je lahko s skromnimi nagradami plačeval obroke hrane. Španske meje so bile zaprte, vendar se mu je nekako uspelo vrniti na Portugalsko, od koder se je nameraval vrniti v Pariz.
Tja je prišel popolnoma obubožan, brez kakršnihkoli finančnih sredstev. V hotelu Estoril blizu Lizbone mu je osebje milostno ponudilo sobo in hrano. Portugalski šahisti so pismeno zaprosili za pomoč njegovo ženo v Parizu, vendar na pismo ni niti odgovorila.

## Zadnji žarek
Žarek upanja se je pojavil konec leta 1945, ko je dobil vabilo iz Londona, kjer so organizirali prvi povojni mednarodni šahovski turnir. Vrnitev na mednarodne odre ga je preporodil. To pa je trajalo le do naslednjega pisma iz Londona, v katerem so vabilo preklicali zaradi protesta sodelujočih z Euweom na čelu, ki so Aljehina obsodili in organizatorjem postavili ultimat, pri katerem bi se, če bi mu le-ti omogočili sodelovanje na turnirju, sodelovanju odrekli. S tem so se mu zaprla vsa vrata v šahovski svet. Predlagali so tudi, da Aljehinu uradno odvzamejo naslov svetovnega prvaka in da novega prvaka določijo z dvobojem med Euweom in Reševskim.

## Smrt za šahovnico
V tem času pa se mu je javil tudi Botvinik in stekli so dogovori o njunem dvoboju. Aljehinovi pogoji so bili za Botvinika sprejemljivi in Aljehin se je zadnja dva tedna svojega življenja z veliko radostjo in optimizmom pripravljal na ta dogodek. 24. marca 1946 so Aleksandra Aleksandroviča Aljehina našli mrtvega v hotelski sobi v hotelu z nagnjeno glavo in postavljenim šahom pred seboj. Velemojster Svetozar Gligorić je v njegovi smrti našel paradoks: »Če je iskal srečo - je našel nekaj drugega. Če je iskal slavo - bo živel, dokler se bo igral šah.«